# American Journal of Respiratory and Critical Care Medicine
El American Journal of Respiratory and Critical Care Medicine es una revista médica quincenal revisada por pares publicada por la American Thoracic Society. Abarca la fisiopatología y el tratamiento de las enfermedades que afectan el sistema respiratorio, así como temas de fundamental importancia para la práctica de la medicina pulmonar, cuidados intensivos y del sueño. Se estableció en marzo de 1917 como American Review of Tuberculosis.  Desde entonces ha habido varios cambios de título. En 1953 se añadió un subtítulo, "Una revista de enfermedades pulmonares. "En 1955, el título se convirtió en Revista Estadounidense de Tuberculosis y Enfermedades Pulmonares, y en 1959 en Revista Estadounidense de Enfermedades Respiratorias (la" s" final se eliminó en 1966). La revista cambió a su título actual en 1994.. 
Lla American Lung Association  publicó la revista desde 1917 hasta 1994 cuando su sección médica, la American Thoracic Society, se convirtió en la editorial. 

## Estadísticas de la revista
- Factor de impacto: 17.452[2]
- Factor de impacto de 5 años: 15.303
- Influencia del artículo: 5.706
- Clasificación de Google Scholar: 1 ° en neumología
- Índice h5 de Google Scholar: 112
- Tiempo desde la aceptación hasta la publicación: artículos oficialmente aceptados se publican dentro de las 48 horas; las versiones impresas se publican en 4 meses[1]

Según Journal Citation Reports, la revista tiene un factor de impacto de 17.452 en 2019, ubicándose en el primer lugar de 27 revistas en la categoría "Medicina de cuidados críticos"  y en el primer lugar de 54 revistas en la categoría "Sistema respiratorio". .  La revista se sitúa en tercer lugar — tras The Lancet Respiratory Medicine  y European Respiratory Journal - dentro de la categoría de "Neumología" en Google Scholar.

## Métricas de revista
2022
- Web of Science Group : 21.405
- Índice h de Google Scholar: 390
- Scopus: 7.604

## Editores
Las siguientes personas son o han sido editor en jefe de la revista:
- Edward R. Baldwin (1917-1922)
- Allen K. Krause (1922-1939)
- Max Pinner (1940-1947)
- Esmond R. Long (1948-1951)
- Walsh McDermott (1952-1972)
- Daniel S. Lucas (en funciones, enero-junio de 1973)
- John F. Murray (1973-1979)
- Gareth M. Green (1980-1984)
- Reuben M. Cherniack (1985-1989)
- Robert A. Klocke (1989-1994)
- Alan R. Leff (1994-1999)
- Martin J. Tobin (1999-2004)
- Edward Abraham (2004-2009)
- Jacob Iasha Sznajder (2010-2014)
- Jadwiga A. Wedzicha (Imperial College London) (2015-2022)
- Fernando J. Martínez (Weill Cornell Medical College) (2022-presente)